# レイチェル・カーソン
レイチェル・ルイーズ・カーソン（Rachel Louise Carson、1907年5月27日 - 1964年4月14日）は、アメリカ合衆国において1960年代に環境問題を告発した生物学者。アメリカ合衆国内務省魚類野生生物局の水産生物学者としてキャリアをスタートさせ、1950年代にフルタイムのネイチャーライターとなった。
農薬として使う化学物質の危険性を取り上げた著書『沈黙の春』（Silent Spring）は、アメリカにおいて半年間で50万部も売り上げ、後のアースディや1972年の国連人間環境会議のきっかけとなり、人類史上において、環境問題そのものに人々の目を向けさせ、環境保護運動の始まりとなった。没後の1980年、当時のアメリカ合衆国大統領ジミー・カーターから大統領自由勲章の授与を受けた。

## 来歴
レイチェル・カーソンは1907年5月27日、ペンシルベニア州ピッツバーグ近郊の、アレゲニー川に位置するペンシルベニア州スプリングデール近くの家族経営の農場にマリア・フレイツァー・カーソンと保険セールスマンだったロバート・ワーデン・カーソンの娘として生まれた。彼女は65エーカー（26ヘクタール）ある農場の探索に多くの時間を費やす自然好きであると同時に、熱心な読書家であり、8歳の時に主に動物に関わる物語を書き始め、10歳で初めての著作を出版した。特に『聖ニコラス・マガジン』（初著作の出版先である子供向け雑誌）、ビアトリクス・ポター、ジーン・ストラトン・ポーターの小説を好んで読み、10代には、ハーマン・メルヴィル、ジョゼフ・コンラッド、ロバート・ルイス・スティーヴンソンを好んだ。自然、特に海のテーマは彼女の好んだ文学の共通点であった。スプリングデールの小さな学校で学んだのち、ペンシルベニア州パーナサス近郊の高校を44人のクラスを首席で1925年に卒業した。高校でカーソンはいくぶんか孤立していた。
ペンシルベニア女子大学（現在のチャタム大学）では初め英文学を専攻し、1928年1月に生物学へ転向した。転向後も大学の学生新聞や刊行物には関わり続けた。1928年にはジョンズ・ホプキンス大学から大学院の受け入れ許可を得ていたものの、彼女は金銭的問題のため、最終学年はペンシルベニア女子大学に留まることを余儀なくされた。1929年に優秀な成績（マグナ・クム・ラウデ）で卒業し、海洋生物学研究所での夏期コースの後、彼女は1929年秋にジョンズ・ホプキンス大学で動物学と遺伝学の研究を続けた。
大学院の1年目の後、カーソンは研究の傍らレイモンド・パールの研究室でパートタイムのアシスタントを務め、ネズミやショウジョウバエの世話をして授業料のための稼ぎを得た。初めのピットバイパーとリスの研究が頓挫したのち、最終的に魚のプロネフロスの胚発生に関する修士論文を完成させ、1932年6月に動物学の修士号を取得した。彼女は博士号を取得するつもりだったが、1934年にカーソンは大恐慌の間に家族を養うためのフルタイムの教職を探すためにジョンズ・ホプキンス大学を離れることを余儀なくされた。1935年、彼女の父親が突然亡くなったことで危機的な家計が悪化し、カーソンは高齢の母親の世話をした。生物学の学部メンターだったメアリー・スコット・スキンカーの勧めで、彼女は漁業局で”Romance Under the Waters”と題した一連の週刊教育放送のラジオ原稿を執筆する一時的な職に落ち着いた。この全52回の7分間の一連のプログラムは、水生生物に焦点を当て、魚の生物学と漁業局の仕事に国民の関心を生み出すことを目的としていた。カーソンはまた、ラジオのために行った研究に基づいて、アメリカ合衆国東海岸の大西洋にあるチェサピーク湾に棲む海洋生物に関する記事を、地元の新聞や雑誌に投稿し始めた。
カーソンの上司はラジオシリーズの成功に満足し、漁業局に関しての公開パンフレットの紹介文も書くように彼女に頼んだ。また彼は、彼女に席があいたフルタイムのポジションを確保するために働き、公務員試験を経て、彼女は他の全ての応募者を上回り、1936年に若手水生生物学者として、フルタイムの専門職として漁業局に雇われた史上2番目の女性となった。

### 初期のキャリア
漁業局でのカーソンの主な責任は、魚の個体数に関するフィールドデータを分析および報告し、一般向けにパンフレットやその他の文献を書くことだった。彼女の研究と他の海洋生物学者との協議を出発点として、彼女はまた、『ボルチモア・サン』や他の新聞に連載記事を書いた。しかし、彼女の家族の責任は、彼女の姉が亡くなった1937年1月にさらに増加し、カーソンは母親と2人の姪の唯一の稼ぎ手として残されるに至った。
1937年7月、『アトランティック・マンスリー』は、彼女が最初に最初の漁業局のパンフレットのために書いたエッセイ『The World of Waters』の改訂版を掲載した。彼女の上司は、その当初の目的に対して内容が良すぎると考えていた。『アンダーシー』として出版されたそのエッセイは、海底に沿った旅の鮮やかな物語で、カーソンの執筆キャリアにおける大きな転換点となった。出版社のサイモン&シュスターは『アンダーシー』に感銘を受け、カーソンに連絡し、それを本に拡充することを提案。数年間の執筆を経て1941年に発表された『潮風の下で』（Under the Sea Wind）は優れた評価を受けたが、売れ行きは悪かった。その間、カーソンの記事執筆の成功は続き、彼女の特集が『サンマガジン』『ネイチャー』『コリアーズ』に掲載された。
第二次世界大戦最終年の1945年、カーソンは、アメリカ合衆国魚類野生生物局に改編されていた職場を去ろうとしたが、マンハッタン計画の影響で科学のためのほとんどの資金が技術分野に集中していたため、自然系学者のための仕事はほとんどなかった。同年半ば、カーソンは、マンハッタン計画により開発された原子爆弾の日本への投下後に「昆虫爆弾」と称賛された革新的な新しい農薬であるジクロロジフェニルトリクロロエタン（DDT）に初めて遭遇した。DDTは当時のカーソンの多くの執筆関心の一つにすぎず、編集者はこの主題が魅力をあまり感じていなかった。彼女は1962年までDDTについて何も出版しなかった。
カーソンは魚類野生生物局内で昇進し、1945年までに小さな執筆スタッフを監督し、1949年に出版物の編集長になった。彼女の地位はフィールドワークの機会を増やし、彼女の執筆プロジェクトの自由な選択を提供したが、同時にそれはまた、ますます退屈な管理責任を伴った。1948年までに、カーソンは2冊目の本の資料に取り組んでおり、フルタイム作家となることを決め、その年、彼女は出版エージェントとしてマリー・ロデルを選び、カーソンの残りのキャリアに続く緊密な専門的関係を形成した。
オックスフォード大学出版局は、海の生活史に関するカーソンの本の提案に興味を示し、1950年初頭までに『われらをめぐる海』（The Sea Around Us）の原稿を完成させるように促した。『われらをめぐる海』の各章は『サイエンス・ダイジェスト』と『エール・レビュー』に掲載され、後者の掲載章「島の誕生」は、アメリカ科学振興協会のジョージ・ウェスティングハウス・サイエンスライティング賞を受賞した。さらに1951年6月から『ニューヨーカー』で9つの章が連載され、最終的にオックスフォード大学出版局からは1951年7月2日に出版された。『われらをめぐる海』は86週間『ニューヨーク・タイムズ』のベストセラーリストに残り、『リーダーズ・ダイジェスト』によって要約され、1952年の全米図書賞ノンフィクション部門とジョンバロウズ・メダルを受賞し、カーソンは2つの名誉博士号を授与された。彼女はまた、本に基づいたドキュメンタリー映画のライセンスを取得した。この成功は、ベストセラーとなった『潮風の下で』（Under the Sea Wind）の再出版にもつながった。また成功とともに経済的安定がもたらされ、1952年にカーソンはフルタイムで書くことに集中するために魚類野生生物局の仕事を辞めることができた。
カーソンは、自身がレビューする権利を確保した脚本の作業とともに、『われらをめぐる海』に関する講演の約束、ファンメール、その他の取材の要求が殺到した。彼女は、作家、映画監督、プロデューサーのアーウィン・アレンによる脚本の最終版に非常に不満を抱いていた。彼女はそれが本の雰囲気に忠実ではなく、科学的な恥辱と感じ、それを「都市伝説とさわやかな旅行記の交差点」（”a cross between a believe-it-or-not and a breezy travelogue."）と表現した。しかし、彼女の脚本をレビューする権利は、その内容の訂正の強制までには及んでおらず、これは、映画の中の多くの科学的矛盾につながった。これらの問題を解決したいというカーソンの要求にもかかわらず、アレンは脚本を進め、彼は非常に成功したドキュメンタリー『The Sea Around Us (映画)』を制作され、1953年のアカデミー長編ドキュメンタリー映画賞を受賞した。しかし、カーソンはその当時の経験を苦く思い、以降二度と自分の作品の映画権を売ることはなかった。

### ドロシー・フリーマンとの関係
カーソンは、東海岸にあるメイン州サウスポート島で1953年の夏、ドロシー・M・フリーマンに会った。フリーマンは既に有名な作家であった彼女の隣人になると聞いたとき、その地域に彼女を歓迎すると言った内容の手紙をカーソンに書き、カーソンの残りの人生に続く献身的な友情の始まりとなった。彼らの関係は主に手紙を通して行われ、夏の間はメイン州で一緒に過ごした。12年以上にわたり約900通の手紙を交換し、これらの多くは1995年にビーコンプレスによって出版された本『Always, Rachel』に掲載された。
カーソンの伝記作家であるリンダ・J・リアは「カーソンは、余計な口を挟まずに彼女に耳を傾け、作家であり1人の女性である彼女を完全に受け入れる献身的な友人と親切な精神を非常に必要としていた」と書いている。2人は共通の興味を持ち、離れている間に定期的に手紙を交換し始め、彼らのスケジュールが許すときはいつでも会った。
彼らの関係の深さについて、コメンテーターは次のように述べている。「彼らの愛の表現は、ほぼ完全に手紙と非常に時折の別れのキスや手をつなぐことに限定されていました。」。フリーマンは、夫が関係を理解するのを助けるためカーソンの手紙の一部を夫と共有していたが、彼らの通信の多くは慎重に守られていた 。フリーマンとカーソンの関係は本質的に恋愛的であったと信じている人もいる。カーソンからフリーマンへの手紙の一つには「しかし、ああ、ダーリン、私は痛いほどひどくあなたと一緒にいたい！」と書かれていますが、別の手紙では、フリーマンは「私は言葉にできないほどあなたを愛しています...私の愛は海のように無限です。」 、カーソンの死前のフリーマンへの最後の手紙は「親愛なる人よ、私がここ数年あなたをどれほど深く愛してきたかを決して忘れないでください。」とある。
カーソンの死の直前、彼女とフリーマンは数百通の手紙を破棄しており、残ったものは『Always, Rachel: The Letters of Rachel Carson and Dorothy Freeman, 1952–1964: An Intimate Portrait of a Remarkable Friendship』としてドロシーの孫娘であるマーサ・フリーマンによって編集され、1995年に出版された。出版にあたってマーサは「初期の手紙のいくつかのコメントは、レイチェルとドロシーが当初、彼らのやりとりのロマンチックなトーンと用語について慎重であったことを示しています。この注意は、彼らの友情の最初の2年以内にいくつかの手紙の破壊を促したと思います...」と記述している。あるレビュアーは、2人は「フェミニストのキャロリン・ハイルブランの提唱した『強い女性の友情』の特徴に適合し、重要なのは、友人が同性愛者か異性愛者か、恋人かどうかではなく、彼らが公共の場で仕事の素晴らしいエネルギーを共有しているかどうか」だと記述している。
伝記作家リンダ・リアによると、レイチェルの死後の最終的な取り決めについて意見の相違があった。彼女の兄であるロバート・カーソンは、彼女の火葬された遺体をメリーランド州の母親の墓のそばに埋葬することを主張したが、これはメイン州に埋葬されたいという彼女の希望に反していた。最終的に妥協点として、カーソンの生前の願いは彼女の代理人（マリー・ロデル）、編集者（ポール・ブルックス）、ドロシー・フリーマンを含む組織委員会によって部分的に実行されることになり、1964年の春、ドロシーはロバート・カーソンから郵便でレイチェルの遺灰の半分を受け取った。その年の夏、ドロシーはレイチェルの最後の願いを実行し、メイン州のシープスコット湾の岩だらけの海岸に沿って彼女の遺灰を撒いた。

### 『海辺』と環境保全活動
1953年初頭、カーソンは大西洋岸の生態学と生物に関する資料収集およびフィールド研究を開始した。1955年、彼女は、特に東海岸沿いの沿岸生態系の生命に焦点を当てた三部作『海辺』（The Edge of the Sea）を完成させた。それは、出版社ホートン・ミフリンによる10月26日の書籍リリースの直前に、2つの凝縮された分割払いで『ニューヨーカー』に登場した。この時までに、カーソンの明確で詩的な散文の評判は十分に確立され、『海辺』は、『われらをめぐる海』ほどではないにしても、非常に好意的な評価を受けた。
1955年と1956年まで、カーソンはオムニバスのエピソード『Something About the Sky』や、人気雑誌の記事の執筆などを含むいくつかのプロジェクトに取り組んだ。次の本のための彼女の計画は、生物進化をテーマに取り組むことであったが、ジュリアン・ハクスリー『Evolution in Action』の出版と、このテーマに対する明確で説得力のあるアプローチを見つけること自体への彼女自身の難しさにより、彼女はプロジェクトを放棄した。代わりに、彼女の関心は環境保全に向けられ、彼女は暫定的に「地球の思い出」と題された環境をテーマにした書籍プロジェクトを検討し、自然保護団体やその他の保護団体に関わるようになった。彼女はまた、彼女とフリーマンが「ロストウッズ」と呼んだメイン州の地域を購入し、開発から保護する計画を立てた。
1957年初頭、1940年代から世話をしていた姪の一人マージョリーが5歳の息子ロジャー・クリスティを孤児に残して31歳で肺炎で亡くなった。カーソンは、年老いた母親の世話とともに、ロジャーを養子として引き受けた。カーソンはロジャーの世話をするためにメリーランド州シルバースプリングに引っ越し、1957年の大半を新しい生活状況を安定させることと、特定の環境脅威の研究に費やした。
1957年後半までに、アメリカ合衆国農務省（USDA）はヒアリ根絶を掲げ、塩素化炭化水素（DDTなど）と有機リン酸を含む他の散布計画が増加していた。カーソンは広範な農薬散布に関するアメリカ合衆国連邦政府の提案を詳細にフォローし、以降のカーソンの主な専門的な焦点は農薬の過剰使用の危険性に対するものとなった。

### 『沈黙の春』
カーソンの最も影響力のある著書『沈黙の春』（Silent Spring）は、1962年9月27日にホートン・ミフリンによって出版された。この本は、農薬が環境に及ぼす有害な影響を説明し、環境運動の開始を支援したと広く信じられている。カーソンはDDTについて懸念を提起した最初または唯一の人物ではなかったが、彼女の「科学的知識と詩的文章」の組み合わせは幅広い聴衆に届き、DDTの使用への反対を一般に普及させることに貢献した。1994年、アル・ゴア副大統領によって書かれた序文付きの版が出版された。2012年、『沈黙の春』は、現代の環境運動の発展におけるその役割のために、アメリカ化学会によって国立歴史的化学ランドマークに指定された。

#### 研究と執筆
1940年代半ばから、カーソンは合成農薬の使用を懸念するようになり、その多くは第二次世界大戦以来、軍事資金を通じて開発されていた。しかし、アメリカ連邦政府による1957年のマイマイガ根絶プログラムは、カーソンに彼女の研究と彼女の次の本を殺虫剤と環境毒素に向けるよう促した。マイマイガのプログラムには、私有地を含むDDTやその他の殺虫剤（燃料油との混合）の空中散布が含まれていた。ニューヨーク州ロングアイランドの土地所有者は、散布を停止するために訴訟を起こし、影響を受けた地域の多くがこの訴訟を綿密にフォローした。この訴訟は失敗したが、アメリカ合衆国最高裁判所は請願者に将来の潜在的な環境被害に対する差し止め命令を得る権利を付与した。これは後に成功した環境行動の基礎を築いた。
全米オーデュボン協会はまた、そのような散布プログラムに積極的に反対し、正確な政府の散布実態と関連する研究を公表するためにカーソンに協力を依頼した。カーソンはDDTに起因する環境被害の例を集めて、『沈黙の春』につながる4年間のプロジェクトを開始した。 彼女はまた、エッセイストのE・B・ホワイト、数人のジャーナリスト、科学者などの他の人も参加させようとした。1958年までに、カーソンは本の契約を手配し、当初『ニューズウィーク』の科学ジャーナリストであるエドウィン・ダイアモンドと共同執筆する予定であった。しかし、『ザ・ニューヨーカー』がカーソンからトピックに関する高給の長編記事を依頼したとき、彼女は当初の単なる紹介と結論のみの執筆以上のものを書くことを検討し始め、のちに単著で書くことになった（ダイヤモンドは後に『沈黙の春』の最も厳しい批評の一つを書く）。
研究が進むにつれて、カーソンは農薬の生理学的および環境的影響を文書化している科学者の大規模なコミュニティを発見した。彼女はまた、彼女に機密情報を提供した多くの政府科学者とのつながりを利用した。科学文献と科学者へのインタビューから、カーソンは農薬に関して、決定的な証拠を除いて殺虫剤散布の危険性を却下する人々と、危険性の可能性にオープンであり、生物学的害虫駆除などの代替方法を検討する意思のある人々の2つの科学的陣営があることを発見した。
彼女はまた、バイオダイナミック農法の農家グループと、彼らのアドバイザーであったエーレンフリート・ファイファー博士などから強力な支持と広範な証拠を得た。ポールの2013年の研究によると、これはカーソンの本の主要な情報源であり、（戦略的な理由から）クレジットされていない情報源であった可能性がある。ロングアイランドのマージョリー・スポックとメアリー・T・リチャーズは、DDTの空中散布に異議を唱えた。彼らは証拠をまとめ、彼らの広範な連絡先、そして『沈黙の春』の主要な参照として裁判の記録をカーソンと共有した。カーソンは内容を「情報の金鉱」と書き、「私は私がここに持っているあなたの資料の質量に罪悪感を感じている」と言い、ファイファーにも複数回言及している。
1959年までに、USDAの農業研究局は、ヒアリについての公共サービス映画『Fire Ant on Trial』でカーソンらの批判に応えた。カーソンは、殺虫剤（特にディルドリンとヘプタクロル）の散布が人間や野生生物にもたらす危険性を無視した「あからさまなプロパガンダ」として特徴づけた。その春、カーソンは最近の鳥の個体数の減少、彼女の言葉では「鳥の沈黙」は殺虫剤の過剰使用によるものだと考える旨の手紙を書き、『ワシントン・ポスト』に掲載された。それは「グレートクランベリースキャンダル」の年でもあった。これは1957年、1958年、1959年の米国産クランベリーに高レベルの除草剤アミノトリアゾール（実験用ラットで癌を引き起こした）が含まれていることが判明し、全てのクランベリー製品の販売が中止された事件である。カーソンは、殺虫剤規制の改正に関するその後に開かれたアメリカ食品医薬品局（FDA）の公聴会に出席した。彼女は、彼女が研究していた科学文献の大部分と矛盾した専門家の証言を含む、化学業界の代表者らの積極的な戦術に落胆した。彼女はまた「特定の殺虫剤プログラムの背後にある財政的誘因」の可能性について疑惑を持った。
アメリカ国立衛生研究所（NIH）医学図書館での研究により、カーソンは癌を引き起こす化学物質を調査している医学研究者と接触した。特に重要であったのは、多くの殺虫剤を発癌物質として分類した国立がん研究所の研究者であり、環境がんセクションの創設ディレクターであるウィルヘルム・カール・ヒューパーの仕事だった。カーソンと彼女の研究助手ジーン・デイビスは、NIHの司書ドロシー・アルジャーの助けを借り、殺虫剤と癌の関連性を支持する証拠を発見した。カーソンにとって、幅広い合成殺虫剤の毒性の証拠は明確であったが、その結論は殺虫剤の発がん性を研究する科学者の小さなコミュニティを超えて非常に物議を醸した。
1960年までに、カーソンは十分な研究資料を持っており、執筆は急速に進んでいた。文献検索に加え、殺虫剤曝露の何百もの個々の事件と、その結果生じた人間の病気と生態学的損傷を調査した。しかし1月には、いくつかの感染症に続く十二指腸潰瘍が彼女を何週間も寝たきりにし、『沈黙の春』の完了を大幅に遅らせた。完全な回復に近づいていた中、3月に左乳房に嚢胞を発見し、そのうちの一つは乳房切除術を必要とした。医師はこの手段を予防的であると説明し、それ以上の治療を推奨しなかったが、12月までに腫瘍が悪性（乳癌）であり、癌が転移していることを発見した。彼女の研究は、『われらをめぐる海』の新版の改訂作業と、エーリッヒ・ハートマンとの共同写真エッセイによっても遅れた。生物学的害虫駆除に関する最近の研究と一握りの新しい殺虫剤の調査の議論を除いて、研究と執筆のほとんどは1960年秋までに行われた。しかしさらなる健康問題により、1961年と1962年初頭の最終改訂は遅くなった。執筆中、カーソンは殺虫剤会社が悪用できないように彼女の病気を隠すことを選んだ（彼女は、もし会社が知れば、彼女の本が信頼できず、偏っているように見せるための材料として使うのではないかと心配した）。
本のタイトルの決定には困難を伴った。『沈黙の春』は当初、鳥に関する章のタイトルとして考えられていたが、1961年8月までに、『沈黙の春』は本全体の比喩的なタイトルであり、鳥のさえずりの文字通りの不在に関する単一の章のタイトルではなく、自然界全体の暗い未来を示唆する、というカーソンの文学エージェントのマリー・ロデルの提案を受け入れた。カーソンの承認を得て、ホートン・ミフリンの編集者ポール・ブルックスは、カバーもデザインしたルイスとロイス・ダーリングのイラストを手配した。最後に執筆されたのは、カーソンがともすると深刻なテーマになるかもしれないものへの穏やかな紹介として意図した最初の章「A Fable for Tomorrow」であった。1962年半ばまでにブルックスとカーソンは編集を完了し、出版にあたる広告の準備をしていた。
特に『沈黙の春』は、農薬類の問題を告発した書としてこれを読んだケネディ大統領が強く関心を示し、大統領諮問機関に調査を命じた。これを受けアメリカ委員会は、1963年に農薬の環境破壊に関する情報公開を怠った政府の責任を厳しく追及。DDTの使用は以降全面的に禁止され、環境保護を支持する大きな運動が広がった。尚、カーソンの死後の研究では、「DDTの危険性」には疑問の余地もあるという意見もある。

### 晩年
前述のように『沈黙の春』の執筆中に乳癌宣告を受け病と戦いながら執筆活動を続け、1964年4月14日に癌により死去。生涯独身だった。
遺作『センス・オブ・ワンダー』はアメリカで2008年に映画化され、日本公開は2011年2月であった（『レイチェル・カーソンの感性の森』）。

## DDT禁止に関する議論
カーソンはアメリカの保守層から批判を受けているが、特に標的となったのがDDT禁止問題である。この問題については1980年代にロナルド・レーガン、ブッシュ（父）と続いた共和党政権時代から政治学者チャールズ・ルービン（Charles Rubin）らによって継続的にカーソンへの批判がなされてきたが、2000年代に入ると「カーソンがDDTの禁止を主張しなければ何百万人ものマラリア患者が死なずに済んだ」という論法で、カーソン個人がそれらの死について責任を負うべきであるという批判がなされている。しかし、実際にはカーソンはマラリア予防目的であればDDT使用禁止を主張していない。カーソンが実際に主張したことは、農薬利用などマラリア予防以外の目的でのDDTの利用を禁止することにより、マラリア蚊がDDT耐性を持つのを遅らせるべきだという内容だった。
一方で安価な殺虫剤であるDDTは開発途上国では田畑での農薬として使用され、最近までほとんど減少しなかった。このため猛禽類や水棲生物の減少による生態系破壊はそのままで、DDTに耐性を持つ蚊の増加を増やす結果となっている。

## 主な著作

### 日本語訳
丸カッコは原題。
- 『潮風の下で』（Under the Sea Wind）
上遠恵子訳、宝島社、1993年／宝島社文庫、2000年
新版、岩波現代文庫、2012年／ヤマケイ文庫、2022年
- 『われらをめぐる海』（The Sea Around Us）
日下実男訳、ハヤカワ文庫NF、1977年、のち改版
- 『センス・オブ・ワンダー』（The Sense of Wonder）
上遠恵子訳、新潮社、1996年（新版）／新潮文庫、2021年
森田真生訳・加筆、筑摩書房、2024年[60]
- 『海辺』（The Edge of the Sea） 
上遠恵子訳、平河出版社、1987年
新版、平凡社ライブラリー、2000年
- 『沈黙の春』（Silent Spring）
青樹簗一訳、新潮社、2001年（新版）／新潮文庫、2004年（新版）
渡辺政隆訳、光文社古典新訳文庫、2024年
- リンダ・リア編『失われた森 遺稿集』（Lost Woods） 
古草秀子訳、集英社、2000年／集英社文庫、2009年

## 主な伝記
- ポール・ブルックス『レイチェル・カーソン』※著者はカーソンの友人 
上遠恵子訳、新潮社、1992年、新版2004年／新潮文庫（上下）、2007年
- リンダ・リア『レイチェル 「沈黙の春」の生涯』 
上遠恵子訳、東京書籍、2002年
- 上岡克己・上遠恵子・原強編『レイチェル・カーソン』 ミネルヴァ書房、2007年
- 上遠恵子『レイチェル・カーソン いまに生きる言葉』 翔泳社、2014年
- アーリーン・クオラティエロ『レイチェル・カーソン 自然への愛』今井清一訳、鳥影社、2006年
- マーティー・ジェザー『運命の海に出会って レイチェル・カーソン』山口和代訳、ほるぷ出版、新版2015年
- 太田哲男『レイチェル=カーソン 人と思想』清水書院（新書）、1997年、新版2016年

ヤングアダルト向け
- 小手鞠るい『科学者レイチェル・カーソン こんな生き方がしたい』理論社、1997年
- ジンジャー・ワズワース『レイチェル・カーソン 「沈黙の春」で地球の叫びを伝えた科学者』上遠恵子訳、偕成社、1999年
- 上遠恵子『レイチェル・カーソン いのちと地球を愛した人』日本キリスト教団出版局、2013年
- 『レイチェル・カーソン』筑摩書房ちくま評伝シリーズ〈ポルトレ〉、2014年。巻末エッセイ：福岡伸一
- 多田満『レイチェル・カーソンはこう考えた』筑摩書房〈ちくまプリマー新書〉、2015年

## 関連出版
- 『「環境の世紀」へ いまレイチェル・カーソンに学ぶ』レイチェル・カーソン日本協会編、かもがわ出版、1998年
- フランク・グレアム・ジュニア『サイレント・スプリングの行くえ』田村三郎・上遠恵子訳、同文書院、1971年（絶版）
- G・J・マルコほか編『「サイレント・スプリング」再訪』波田野博行監訳、化学同人、1991年
- 『「沈黙の春」を読む』かもがわ出版、1992年。レイチェル・カーソン日本協会編
- ポール・ブルックス『自然保護の夜明け』上遠恵子・北沢久美訳、新思索社、2006年
- 多田満『レイチェル・カーソンに学ぶ環境問題』東京大学出版会、2011年
  - 『センス・オブ・ワンダーへのまなざし レイチェル・カーソンの感性』東京大学出版会、2014年